# 科利尼-迈兹里
科利尼-迈兹里（法語：Colligny-Maizery，法語發音：[kɔliɲi mɛzʁi]）是法国摩泽尔省的一个市镇，属于梅斯区。该市镇于2016年由原市镇科利尼和迈兹里合并而成，行政中心位于科利尼。

## 地理
科利尼-迈兹里（49°5'58"N, 6°19'33"E）面积6.77 平方千米，位于法国大東部大區摩泽尔省，该省份为法国东北部内陆省份，是洛林的一部分，西南接默尔特-摩泽尔省，东临下莱茵省，北与卢森堡和德国接壤。
与科利尼-迈兹里接壤的市镇（或旧市镇、城区）包括：勒通费、尼德河畔锡伊、库尔塞勒绍西、庞日、拉克内克西、马尔西伊、奥日-蒙图瓦-弗朗维尔。
科利尼-迈兹里的时区为UTC+01:00、UTC+02:00（夏令时）。

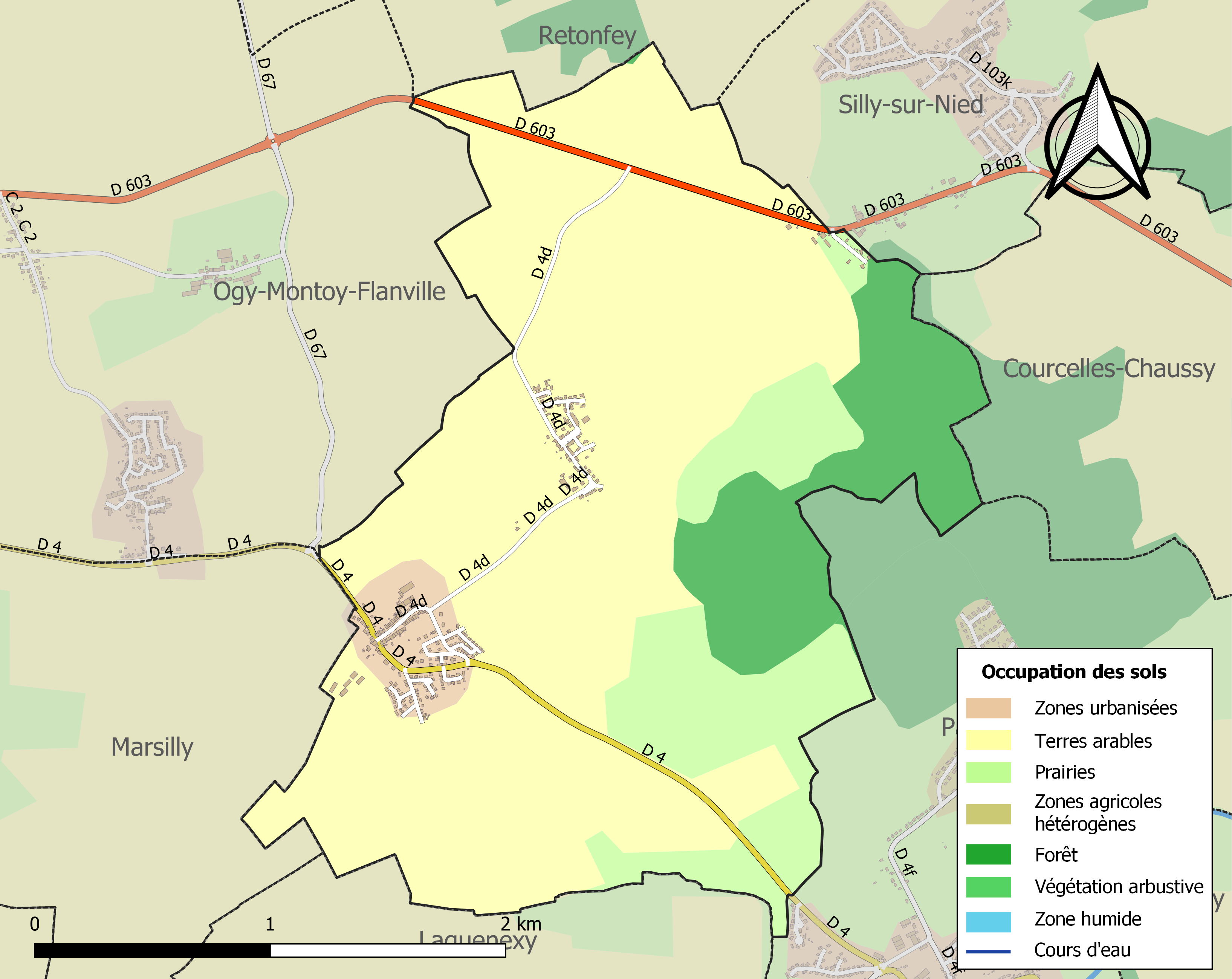
科利尼-迈兹里的OSM定位图

## 行政
科利尼-迈兹里的邮政编码为57530，INSEE市镇编码为57148。

## 政治
科利尼-迈兹里所属的省级选区为梅斯地区县。

## 人口
科利尼-迈兹里于2022年1月1日时的人口数量为564人。